# Division 1 i amerikansk fotboll 2010
Division 1 var den näst högsta serien i amerikansk fotboll för herrar i Sverige 2010. Serien spelades 8 maj - 11 september 2010 och bestod av 27 lag uppdelade på fyra olika geografiska serier. Ettan och tvåan i varje serie gick vidare till slutspelet som spelades i form av två grupper, där segrarna kvalspelade mot de två sämsta lagen i supeserien. Vinst gav 2 poäng, oavgjort 1 poäng och förlust 0 poäng.

## Serierna

### Norra
Lagen var uppdelade i två konferenser med gemensam tabell, där man möttes i dubbelmöten hemma och borta inom konferensen och enkelmöten med övriga lag.
| Lag                  | S | V | O | F | GP  | IP  | P  |
| -------------------- | - | - | - | - | --- | --- | -- |
| Uppsala 86ers        | 7 | 7 | 0 | 0 | 221 | 44  | 14 |
| Västerås Roedeers    | 7 | 5 | 0 | 2 | 211 | 94  | 10 |
| Jamtland Republicans | 7 | 4 | 0 | 3 | 136 | 101 | 8  |
| Westerbotten Huskies | 7 | 3 | 0 | 4 | 115 | 195 | 6  |
| Gefle Red Devils     | 7 | 2 | 0 | 5 | 178 | 186 | 4  |
| Sundsvall Flames     | 7 | 0 | 0 | 7 | 16  | 278 | 0  |

|                      | GRD   | JR   | SF   | U86  | VR    | WH   |
| -------------------- | ----- | ---- | ---- | ---- | ----- | ---- |
| Gefle Red Devils     |       | -    | 74-0 | 6-28 | 14-32 | -    |
| Jamtland Republicans | 18-6  |      | 48-0 | -    | -     | 27-7 |
| Sundsvall Flames     | -     | 2-31 |      | 0-50 | 6-16  | 8-32 |
| Uppsala 86ers        | 20-0  | 27-6 | -    |      | 31-26 | 48-0 |
| Västerås Roedeers    | 38-14 | 45-6 | -    | 6-17 |       | 48-6 |
| Westerbotten Huskies | 29-64 | 14-0 | 27-0 | -    | -     |      |

Falun Copperheads drog sig ur.

Luleå Eskimos drog sig ur.
S = Spelade matcher; V = Vunna matcher; O = Oavgjorda matcher; F = Förlorade matcher

GP = Gjorda poäng; IP = Insläppta poäng; P = Poäng

Färgkoder:
     – Mästerskapsslutspel.

### Östra
Lagen möttes i dubbelmöten hemma och borta.
| Lag                       | S | V | O | F | GP  | IP  | P  |
| ------------------------- | - | - | - | - | --- | --- | -- |
| Nyköping Baltic Beasts    | 8 | 7 | 0 | 1 | 183 | 79  | 14 |
| Stockholm Mean Machines B | 8 | 5 | 1 | 2 | 168 | 109 | 11 |
| Roslagen Bulldogs         | 8 | 4 | 0 | 4 | 100 | 112 | 8  |
| Norrköping Panthers       | 8 | 2 | 1 | 5 | 116 | 131 | 5  |
| Södertälje Truckers       | 8 | 1 | 0 | 7 | 62  | 192 | 2  |

|                           | NP    | NBB   | RB    | SMM   | ST    |
| ------------------------- | ----- | ----- | ----- | ----- | ----- |
| Norrköping Panthers       |       | 8-14  | 8-12  | 14-14 | 28-6  |
| Nyköping Baltic Beasts    | 33-12 |       | 34-3  | 33-6  | 28-0  |
| Roslagen Bulldogs         | 20-19 | 6-13  |       | 10-12 | 7-12  |
| Stockholm Mean Machines B | 32-14 | 32-6  | 6-14  |       | 36-12 |
| Södertälje Truckers       | 0-13  | 12-22 | 14-28 | 6-30  |       |

S = Spelade matcher; V = Vunna matcher; O = Oavgjorda matcher; F = Förlorade matcher

GP = Gjorda poäng; IP = Insläppta poäng; P = Poäng

Färgkoder:
     – Mästerskapsslutspel.

### Västra
Lagen möttes i dubbelmöten hemma och borta.
| Lag                  | S  | V  | O | F  | GP  | IP  | P  |
| -------------------- | -- | -- | - | -- | --- | --- | -- |
| Örebro Black Knights | 10 | 10 | 0 | 0  | 406 | 25  | 20 |
| Göteborg Marvels     | 10 | 7  | 0 | 3  | 301 | 85  | 14 |
| Karlskoga Wolves     | 10 | 5  | 0 | 5  | 244 | 136 | 10 |
| Lidköping Lakers     | 10 | 4  | 0 | 6  | 86  | 284 | 8  |
| Skövde Dukes         | 10 | 4  | 0 | 6  | 132 | 211 | 8  |
| Ulricehamn Chargers  | 10 | 0  | 0 | 10 | 25  | 456 | 0  |

|                      | GM   | KW    | LL   | SD    | UC   | ÖBK   |
| -------------------- | ---- | ----- | ---- | ----- | ---- | ----- |
| Göteborg Marvels     |      | 12-15 | 47-8 | 30-0  | 56-0 | 13-19 |
| Karlskoga Wolves     | 6-20 |       | 41-6 | 0-6   | 86-0 | 0-36  |
| Lidköping Lakers     | 0-38 | 12-7  |      | 6-8   | 26-0 | 0-63  |
| Skövde Dukes         | 0-19 | 14-23 | 6-14 |       | 52-0 | 6-34  |
| Ulricehamn Chargers  | 0-66 | 6-66  | 6-14 | 13-34 |      | 0-32  |
| Örebro Black Knights | 34-0 | 24-0  | 68-0 | 72-6  | 24-0 |       |

S = Spelade matcher; V = Vunna matcher; O = Oavgjorda matcher; F = Förlorade matcher

GP = Gjorda poäng; IP = Insläppta poäng; P = Poäng

Färgkoder:
     – Mästerskapsslutspel.

### Södra
Lagen var uppdelade i två konferenser med gemensam tabell, där man möttes i dubbelmöten hemma och borta inom konferensen och enkelmöten med övriga lag. Eftersom det spelades olika antal matcher avgjorde vinstprocent vilka lag som gick vidare till slutspel.
| Lag                   | S | V | O | F | GP  | IP  | P  | PCT   |
| --------------------- | - | - | - | - | --- | --- | -- | ----- |
| Kristianstad C4 Lions | 8 | 8 | 0 | 0 | 274 | 86  | 16 | 1.000 |
| Ystad Rockets         | 9 | 7 | 1 | 1 | 229 | 72  | 15 | 0.833 |
| Limhamn Griffins      | 9 | 5 | 1 | 3 | 186 | 153 | 11 | 0.611 |
| Lugi Vikings          | 9 | 4 | 0 | 5 | 128 | 228 | 8  | 0.444 |
| Hässleholm Hurricanes | 8 | 3 | 0 | 5 | 138 | 151 | 6  | 0.375 |
| Ekeby Greys           | 9 | 1 | 2 | 7 | 103 | 119 | 4  | 0.222 |
| Carlshamn Oakleaves   | 8 | 0 | 0 | 8 | 41  | 290 | 0  | 0.000 |

|                       | CO   | EG    | HH   | C4    | LG    | LV    | YR    |
| --------------------- | ---- | ----- | ---- | ----- | ----- | ----- | ----- |
| Carlshamn Oakleaves   |      | -     | 8-45 | 6-37  | 8-28  | -     | 6-34  |
| Ekeby Greys           | 26-0 |       | -    | 16-19 | 14-14 | 18-20 | 6-6   |
| Hässleholm Hurricanes | 32-0 | 12-7  |      | 6-49  | 22-25 | -     | -     |
| Kristianstad C4 Lions | 67-6 | -     | 17-8 |       | -     | 48-13 | 20-18 |
| Limhamn Griffins      | -    | 7-0   | -    | 13-17 |       | 47-7  | 14-39 |
| Lugi Vikings          | 21-7 | 19-16 | 24-7 | -     | 24-18 |       | 6-28  |
| Ystad Rockets         | -    | 22-0  | 21-6 | -     | 28-14 | 33-0  |       |

Oskarshamn Dockers drog sig ur. 
S = Spelade matcher; V = Vunna matcher; O = Oavgjorda matcher; F = Förlorade matcher

GP = Gjorda poäng; IP = Insläppta poäng; P = Poäng

Färgkoder:
     – Mästerskapsslutspel.

## Slutspel

### Grupp 1
Lagen möttes enkelmöten.
| Lag                    | S | V | O | F | GP | IP | P |
| ---------------------- | - | - | - | - | -- | -- | - |
| Ystad Rockets          | 3 | 3 | 0 | 0 | 46 | 26 | 6 |
| Nyköping Baltic Beasts | 3 | 2 | 0 | 1 | 62 | 47 | 4 |
| Uppsala 86ers          | 3 | 1 | 0 | 2 | 40 | 41 | 2 |
| Göteborg Marvels       | 3 | 0 | 0 | 3 | 26 | 60 | 0 |

|                        | GM    | NBB   | U86  | YR   |
| ---------------------- | ----- | ----- | ---- | ---- |
| Göteborg Marvels       |       | -     | -    | 6-13 |
| Nyköping Baltic Beasts | 20-14 |       | 28-7 | -    |
| Uppsala 86ers          | 27-6  | -     |      | 6-7  |
| Ystad Rockets          | -     | 26-14 | -    |      |

### Grupp 2
Lagen möttes enkelmöten.
| Lag                       | S | V | O | F | GP | IP  | P |
| ------------------------- | - | - | - | - | -- | --- | - |
| Örebro Black Knights      | 3 | 3 | 0 | 0 | 89 | 35  | 6 |
| Västerås Roedeers         | 3 | 2 | 0 | 1 | 93 | 47  | 4 |
| Kristianstad C4 Lions     | 3 | 1 | 0 | 2 | 91 | 83  | 2 |
| Stockholm Mean Machines B | 3 | 0 | 0 | 3 | 26 | 134 | 0 |

|                           | C4    | SMM  | VR    | ÖBK   |
| ------------------------- | ----- | ---- | ----- | ----- |
| Kristianstad C4 Lions     |       | -    | 21-49 | 15-22 |
| Stockholm Mean Machines B | 12-55 |      | -     | -     |
| Västerås Roedeers         | -     | 32-6 |       | -     |
| Örebro Black Knights      | -     | 47-8 | 20-12 |       |

## Kval till Superserien
|  | 18 september 2010 | Djurgården | 7–0 | Ystad Rockets | Östermalms IP |  |
|  |                   |            |     |               |               |  |
|  |                   |            |     |               |               |  |
|  |                   |            |     |               |               |  |

|  | 18 september 2010 | Arlanda Jets | 28–6                | Örebro Black Knights | Midgårdsvallen |  |
|  |                   |              | (14–6) Matchrapport |                      |                |  |
|  |                   |              |                     |                      |                |  |
|  |                   |              |                     |                      |                |  |